# Wakaliwood
Wakaliwood (též Ramon Film Productions) je filmové studio sídlící v ugandské Kampale, konkrétně ve slumu Wakaliga. Zakladatelm a ředitelem Wakaliwoodu je Isaac Godfrey Geoffrey Nabwana (vystupující pod jménem Nabwana IGG), kterému se kvůli násilí v jeho filmech přezdívá také "ugandský Tarantino". Wakaliwood je známý pro svoje filmy s velmi nízkým rozpočtem (okolo 200 dolarů), jako je Who Killed Captain Alex? nebo Bad Black.

## Historie
Zakladatel Wakaliwoodu Nabwana IGG se v mládí rád díval na hollywoodské akční filmy  a filmy o bojových umění, kterými se i inspiroval. Po tom, co v roce 2005 prošel kurzem o střihu videa na počítači založil filmové studio Wakaliwood, tehdy pod názvem Ramon Film Productions na počest jeho babiček, které se jmenovaly Rachel a Monica.
Wakaliwood používá různé vlastoručně vyrobené rekvizity ze zbylých dílů různých strojů. Mezi rekvizity patří i rám vrtulníku, který je součástí téměř každého filmu a který se nachází i v logu Wakaliwoodu. Nabwana edituje své filmy na starých počítačích, které sestavuje. Rány a krev, které se používají k simulaci krvavých výstřelů, jsou vyrobeny z kondomů naplněných červeným potravinářským barvivem, které jsou přichyceny k rybářským vlascům, než jsou přilepeny na hruď herců. Nabwana předtím používal kravskou krev, ale byl nucen přerušit její používání poté, co se u jednoho z jeho herců vyvinula brucelóza. Po dokončení filmu herci prodávají DVD kopie od domu ke dveřím v časovém intervalu jednoho týdne, aby zajistili, že vydělají peníze, než se film vydá. Filmy jsou obvykle komentovaný tzv. VJs (videožokejy), kteří překládají některé dialogy a film také komentují.
V roce 2010 vydal Wakaliwood filmy Who Killed Captain Alex?, který se stal velice populárním i mimo Ugandu. V roce 2015 chtěl Wakaliwood vybrat 165 dolarů na natočení filmu Tebaatusasula: Ebola, což má být sequel k filmu Who Killed Captain Alex? a remake filmu Tebaatusasula, který byl ztracen po přepětí pevného disku, na kterým byl uložen. Nakonec bylo vybráno 13 000 dolarů. Film Bad Black z roku 2016 vznikl za spolupráce Alana Hofmanis, filmaře z New Yorku, který se do Ugandy přestěhoval. Tento film zaznamenal úspěch na Mezinárodním filmovém festivalu v Seattlu v roce 2017. V roce 2020 se studiem Wakaliwood spolupracovala německá death metalová kapela Heaven Shall Burn. Studio Wakaliwood této kapele natáčelo videoklip k písni Eradicate.

## Filmografie
- Valentine: Satanic Day (2010)
- Tebaatusasula (2010, ztracený film)
- Who Killed Captain Alex? (2010)
- The Return of Uncle Benon (2011)
- Rescue Team (2011)
- Bukunja Tekunja Mitti: The Cannibals (2012)
- Black: The Most C.I.D. Wanted (2012)
- The Crazy World: A Waka Starz Movie (2014)
- Bukunja Tekunja Mitti: The Cannibals (2015)
- The Revenge (2015)
- Attack on Nyege Nyege Island (2016)
- Bad Black (2016)
- Once a Soja (Agubiri The Gateman) (2017)
- The Ivory Trap (2017)
- Kapitano (2018)
- Crazy World (2019)
- Operation Kakongoliro! The Ugandan Expendables (v přípravě)
- Eaten Alive in Uganda (v přípravě)
- Tebaatusasula: Ebola (v přípravě)
- Revenge 2 (v přípravě)